# تبدیل‌درمانی

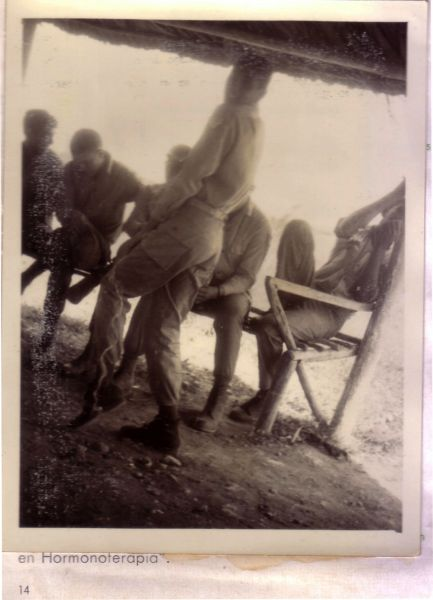
این تصویر مربوط به درمان جنسی جهت گیری مجدد است.

تبدیل‌درمانی درمان روانی یا مشاوره روحی طراحی شده برای تغییر گرایش جنسی فرد از همجنس‌گرا یا دوجنس گرا به دگرجنس‌گرا است. از چنین درمان‌هایی به عنوان یک شکل از شبه‌علم انتقاد شده‌است. سازمان‌های علمی و دولتی در آمریکا و بریتانیا در خصوص تبدیل درمانی ابراز نگرانی کرده و آن را مضر دانسته‌اند.